# Karel Appel
Karel Appel, född 25 april 1921 i Amsterdam i Nederländerna, död 3 maj 2006 i Zürich i Schweiz, var en nederländsk målare, grafiker, skulptör och keramiker.
Karel Appel studerade vid den statliga akademin i Amsterdam 1940–1943. Efter andra världskriget arbetade han med teckningar utförda av barn, och han hade sin första utställning i Groningen 1946. 
Han flyttade till Paris 1950, där han delade lägenhet med Corneille och Constant. I Paris fick hans målningar groteskare drag föreställande djur, monster och människor. Appel blev en symbol för konstnärsgruppen Cobra, bildad 1948, som en rebell från arbetarklassen. I hans känsloladdade målningar finner man dynamiska former och starka färger. Inflytandet från Vincent van Gogh och expressionismen är tydligt.
Appel har bland annat gjort väggmålningar på Stedelijk Museum (Amsterdams stadsmuseum) och illustrerat diktsamlingar. Han fick Unescos pris 1954 under Venedigbiennalen och Guggenheims internationella pris 1960. Appel började måla reliefer 1968 och dessa följdes av stora skulpturer i trä, polyester och senare även i aluminium.

## Representation
Appel finns representerad vid bland annat Nasjonalmuseet, Moderna museet, Statens Museum for Kunst, Museum of Modern Art i New York, Tate Modern i London, Göteborgs konstmuseum., British Museum, Victoria and Albert  Museum, Museum of Modern Art, 
Museum of Modern Art, Kamakura and Hayama, Cincinnati Art Museum, Kunstmuseum Den Haag, Brooklyn Museum, National Gallery of Australia, Denver Art Museum, Museum Boijmans Van Beuningen, Auckland Art Gallery, Pinakothek der Moderne, Peggy Guggenheim Collection, Musée d'Art Moderne de la Ville de Paris, Cleveland Museum of Art, Nelson-Atkins Museum of Art, National Gallery of Victoria, Art Institute of Chicago,  Philadelphia Museum of Art, Smithsonian American Art Museum, San Francisco Museum of Modern Art, Minneapolis Institute of Art, National Gallery of Art, Israel Museum, Yale University Art Gallery, Museo Thyssen-Bornemisza, Museo Reina Sofía, Museum Ludwig, Städel och Centre Pompidou.

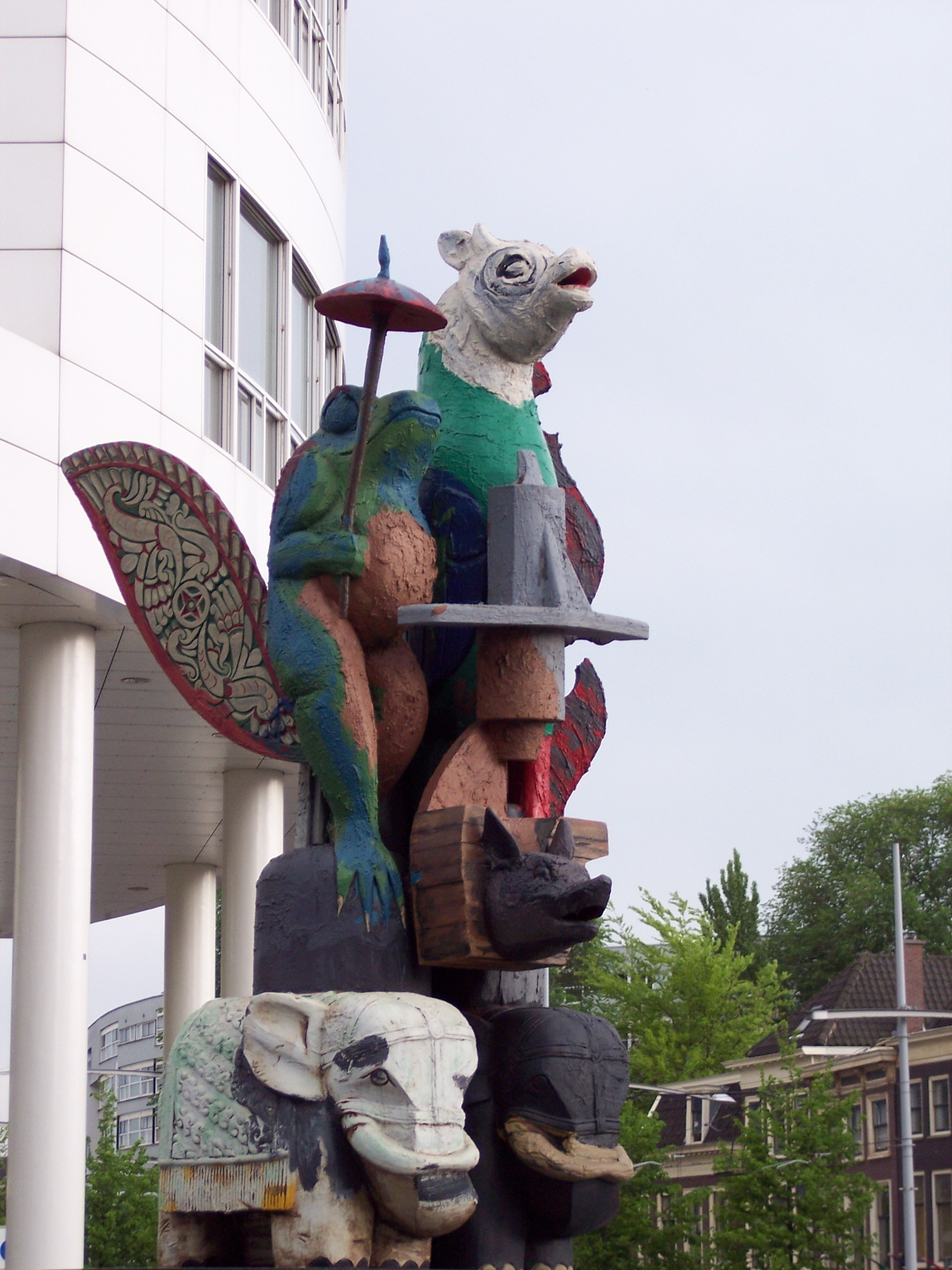
Groda med paraply i Haag.